# 罗伊·O·黑尔号护航驱逐舰
罗伊·O·黑尔号护航驱逐舰（英語：USS Roy O. Hale，舷号：DE-336），是美国海军于第二次世界大战期间建造的一艘埃德索尔级护航驱逐舰，其舰名取自在珊瑚海海战中阵亡的飞行优异十字勋章获得者小罗伊·奥雷斯特斯·黑尔（Roy Orestus Hale, Jr.）中尉。
该舰由中尉的母亲冠名，于1943年9月13日在德克萨斯州奥兰治联合钢铁厂铺设龙骨，随后于11月20日下水。1944年2月3日，罗伊·O·黑尔号正式服役，交由威廉·沃茨·鲍伊（William Wurts Bowie）少校指挥。

## 设计与装备
埃德索尔级护航驱逐舰的设计与巴克利级护航驱逐舰类似，均采用长船体并建有较高的舰桥。该级护航驱逐舰配备3英寸（76毫米）50倍径单装主炮，后续曾计划更换为5英寸（127毫米）38倍径主炮，但最终没有实际执行。该级护航驱逐舰由4台费尔班克斯-莫尔斯38D8-1/8-10内燃机提供动力，总功率最高可达6000匹马力，最高航速21节。其燃料舱可携带312吨重油，在12节航速下航程可达11000海里。此外，该级舰船还配备有较完善的侦查搜索系统，包括SL或SU水面雷达、SA对空雷达、QC声呐系统以及用于监听潜艇无线电的HF/DF天线。

## 服役历史
在百慕大完成试航调整后，罗伊·O·黑尔号作为训练舰前往切萨皮克湾协助培训其他护航船只的船员，期间她还多次护送船队往返纽约和诺福克。1944年7月1日，罗伊·O·黑尔号护送24艘船只离开诺福克前往意大利塔兰托，16日，船团安全抵达目的地，4天后，她们启程返航并于8月3日驶抵纽约。8月24日至9月27日，罗伊·O·黑尔号又执行了一次类似任务。1944年10月30日至1945年6月3日，她被调往北大西洋航线执行护航任务，成功护送5批船团前往英国和法国港口。
1945年7月13日，结束整修的罗伊·O·黑尔号离开诺福克前往太平洋，她先后驻留古巴和圣迭戈训练并在期间收到了日本投降的消息。8月26日，罗伊·O·黑尔号启程前往珍珠港，9月2日，她顺利驶抵目的地并开始执行为期1个月的护航和飞机监视任务。10月17日，她搭载一批退伍老兵返回圣迭戈，随后经巴拿马运河返回美国东岸，最终于11月3日驶抵诺福克。12月初，罗伊·O·黑尔号被转移至格林科夫斯普林斯封存，1946年7月11日，她在当地正式退役并加入美国海军预备舰队。
1955年12月，罗伊·O·黑尔号进入波士顿海军造船厂接受改造，12月7日，她被重新分类为雷达哨戒驱逐舰DER-336。1957年1月29日，罗伊·O·黑尔号重归现役，随即开始在大西洋执行巡逻任务。7月2日，其母港迁移至罗德岛州纽波特，此后数年内，她一直在纽芬兰至亚速尔群岛间的海域活动。1959年2月26日，罗伊·O·黑尔号受命前往调查一艘疑似破坏海底电缆的苏联拖网渔船，但登船人员最终没有找到任何破坏证据。
1962年末，罗伊·O·黑尔号开始准备退役的相关事宜，1963年7月15日，她正式退役并加入位于费城的预备舰队。1974年8月1日，罗伊·O·黑尔号自美国海军除籍，随后于1975年4月1日被出售拆解。

## 荣誉
罗伊·O·黑尔号服役期间所获荣誉如下：
|  |  |  |
|  |  |  |

| 海军远征奖章           | 美国战役奖章   | 欧洲-非洲-中东战役奖章 |
| 第二次世界大战胜利奖章 | 国防部服役奖章 | 武装部队远征奖章       |

## 历任舰长
| 姓名       | 译名                   | 军衔 | 所属军种       | 任职时间                   |
| ---------- | ---------------------- | ---- | -------------- | -------------------------- |
|            | 威廉·沃茨·鲍伊         | 少校 | 美国海军预备役 | 1944年2月3日               |
|            | 荷马·科尔曼·波格       | 少校 | 美国海军预备役 | 1944年8月22日              |
|            | 埃德蒙·罗曼·米埃图斯   | 上尉 | 美国海军预备役 | 1945年11月                 |
|            | 海曼·韦博夫斯基        | 中尉 | 美国海军预备役 | 1946年3月-1946年7月11日    |
|            | 查尔斯·尼尔            | 少校 | 美国海军       | 1957年1月29日              |
|            | 欧内斯特·约瑟夫·科尔特 | 少校 | 美国海军       | 1958年5月16日              |
|            | 尼古拉斯·皮特·乔卡什   | 少校 | 美国海军       | 1959年10月10日             |
|            | 詹姆斯·威尔顿·海耶斯   | 少校 | 美国海军       | 1961年9月7日-1963年7月10日 |
| 参考文献： |                        |      |                |                            |